# Менестрель-шоу

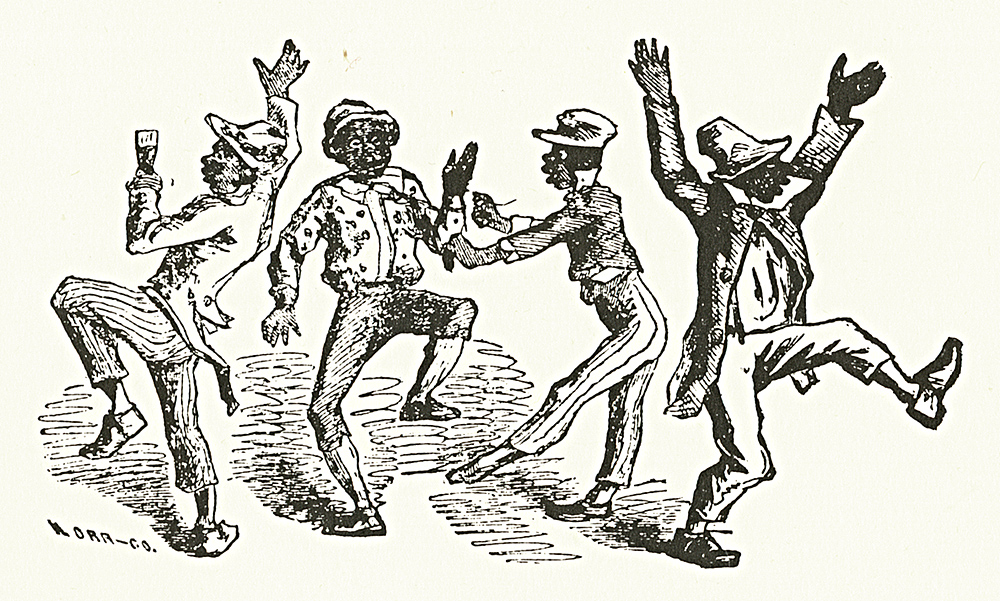
Элемент театрального выступления Менестрелей Брайанта, изображающий финальную часть шествия, 19 декабря 1859

Менестре́ль-шо́у или ми́нстрел-шо́у (англ. minstrel show, также christy minstrel, negro minstrel, nigger minstrel) — форма американского народного театра XIX века, в котором загримированные под негров белые актёры разыгрывали комические сцены из жизни чернокожих, а также исполняли стилизованную музыку и танцы африканских невольников.

## История
Несмотря на то, что традиция гримироваться под негров имела место среди домашних спектаклей белых переселенцев в Америке ещё в конце XVII века, как цельная форма развлекательного искусства менестрель-шоу развились в конце 1820-х гг. в США (сам термин появился в 1837 году). Толчок к популярности менестрель-шоу дали представления Томаса Дартмута Райса, в частности его номер «Джим Кроу» — музыкальная композиция и танец, имитирующие стиль темнокожих людей. Популярность этого номера была столь широка, что Райс взял себе псевдоним «Джим Кроу» и гастролировал по Америке и Европе. По его следам в 1830-е гг. стали появляться схожие инструментально-вокальные ансамбли и соло-исполнители. К середине 1840-х гг. менестрель-шоу, также называемые «эфиопскими» (которые помимо музыки и танцев включали небольшие комедийные сценки с диалогами, скетчами и т. п.) стали одной из наиболее популярных форм развлечения в США, особенно в северных штатах. Менестрели пародировали жизнь и манеры негров, зачастую представляя их самым неприглядным образом в виде ленивых, глупых и бахвальных рабов. Юмор шоу был резким с использованием игры слов; нередкой была сатира на текущую политику от лица простоватого невольника. Самих негров среди менестрелей практически не было, лишь с середины 1850-х гг. стали появляться первые полностью негритянские труппы менестрелей. Парадоксальным образом, они также гримировали себе лицо, делая его похожим на театральную маску. Негритянские менестрель-шоу также собирали публику, желавшую увидеть представление настоящих чернокожих. Однако изначально расистский характер менестрель-шоу препятствовал его развитию среди чернокожих исполнителей (особенно на Юге).
Со всё более возрастающими аболиционистскими тенденциями в североамериканском обществе менестрель-шоу оказывалось в этом свете проводником идей рабства. В то же самое время, во многих штатах Юга шоу менестрелей постепенно стали запрещаться, так как там они ассоциировались с развлечением северян. Во время Гражданской войны индустрия менестрель-шоу стала приходить в упадок: к этому времени популярность набирали жанры варьете, водевиля и музыкальной комедии. Гастроли небольших трупп менестрелей отодвинулись дальше к периферии. В то же время в Нью-Йорке жанр менестрелей преобразовался в громадные, богато декорированные шоу с участием иностранных акробатов и другими цирковыми элементами; вскоре чёрный грим перестал быть обязательным в таких выступлениях. В 1870-е гг. в музыкальное отделение менестрель-шоу вошли негритянские духовные песни спиричуэлз; в данном случае песни не имитировались, а напрямую заимствовались от бродячих чернокожих музыкантов. К началу XX века жанр менестрель-шоу окончательно изжил себя и продолжал существовать лишь в сельской местности южных штатов. К 1919 году остались лишь три значительные труппы менестрелей.

## Влияние менестрель-шоу
Менестрель-шоу впервые позволили негритянской музыке быть услышанной массово, хотя и в извращённой на первом этапе форме. Однако в поздний период такие шоу включали настоящие песни американских чернокожих музыкантов — спиричуэлз — таким образом, становясь у истоков современной афроамериканской музыки, последовательно породившей блюз, джаз и ритм-н-блюз.